# Paul Hay du Chastelet (marquis)
Pour les articles homonymes, voir Hay du Chastelet.
Paul Hay du Chastelet, né vers 1620 et mort après 1682 est un écrivain français.

## Biographie
Issu  de l'ancienne maison de Hay en Bretagne, il est le neveu de Daniel Hay du Chastelet, abbé et mathématicien. Son père est Paul Hay du Chastelet, (1592-1636), écrivain avec qui souvent on l'a confondu. De là sont venues des erreurs nombreuses  : ainsi, dans certaines bibliographies, les ouvrages du père et ceux du fils sont attribués à un seul auteur : il y en a d'autres où le père est distingué du fils, mais où quelques ouvrages de celui-ci sont improprement attribués à celui-là.
En 1682 la terre du Chastelet fut érigée pour lui en marquisat. Il aurait fait un séjour de 15 jours à la Bastille en 1669, à cause de la publication d’une troisième partie du Testament politique de Richelieu.
Il était aussi maître des requêtes.

## Publications
- Le Maréchal d'Ornano, martyr d'estat[2]. 1643.
- Traité de l'éducation de Monseigneur le Dauphin. Paris, 1644.
- Histoire de Bertrand Du Guesclin, connestable de France et des royaumes de Léon de Castille, de Cordovë et de Séville, duc de Molines, comte de Longueville, etc. Par P.H.D.C. Paris, L. Billaine, 1666, 1693.
- Traité de la guerre, ou Politique militaire. Paris, 1668. (Lire en ligne)  Elle fut immédiatement suivie, la même année, par l'inévitable contrefaçon hollandaise, chez A. Wolfganck. Il existe une traduction italienne (Venise, 1681). Nouvelle édition augmentée par Charles-Louis d’Hautville des Amourettes. Paris, 1757[3]. Hay du Chatelet n'a pas voulu écrire un traité de technique militaire. Il s'y refuse fréquemment, renvoyant le lecteur aux auteurs spécialisés dans la castramétation, la fortification, l'ordre de bataille et la tactique, mot qu’il emploie pour la première fois dans son sens actuel. Bien avant Feuquière, Hay du Chastelet établit une classification des différentes sortes de guerres. Il est un des rares auteurs de son temps à traiter de la guerre navale. Mais il le fait, comme pour la guerre terrestre en restant sur le plan des principes généraux. Hay du Chastelet ne s'intéresse qu'à la politique, et à la guerre. Pour lui la guerre est une politique, à défaut d'être la « continuation de la politique par d'autres moyens ». La guerre est le privilège des princes souverains ou des républiques. Elle est interdite aux particuliers, c'est-à-dire aux princes non souverains. La guerre civile doit être vigoureusement réprimée. Il est dans son temps lorsqu'il écrit que la guerre est le moyen naturel des rois et princes régnants pour agrandir leur territoire : Il n'appartient qu'aux Souverains, qui sont dans le monde des Images vivantes de Dieu, de se servir du droit des armes. Hay du Chastelet justifie pleinement les guerres de conquête de Louis XIV : Il est vrai de dire que la guerre est aux Roys un moyen légitime d'acquérir, & que ce qu'ils ont emporté par leur épée est pleinement à eux. Il donne des règles de conduite pour assimiler les populations conquises, qui doivent se sentir mieux de passer d'un maître un autre, en particulier le Roi de France. Pour lui la monarchie de droit divin est beaucoup plus efficace, car, tout se réglant par la volonté d'un seul homme… tout s'y fait avec plus de promptitude. Il privilégie la politique de cabinet telle que Louis XIV la pratiquait.
- Traitté de la politique de France, 1 vol., Cologne (Utrecht), Pierre Marteau (Pierre Elzevier),1669. Le même, Reveü, corrigé, & augmenté d'une Seconde partie, 2 vol., Pierre Elzevier, Utrecht, 1670[4]. Ce petit traité, assez bien écrit, n'embrasse pas toutes les branches de la politique. L'auteur, quoique homme d'esprit, n'a pu se défendre des préjugés de son temps sur les plus importants objets de législation. Il fait pourtant preuve d'un esprit critique. En particulier, il s'élève contre les persécutions des protestants, propose des moyens pour diminuer le nombre excessif des moines et religieuses, des mesures pour remédier à la vénalité des charges, à l'injustice et au crime. Il s'élève en outre contre le célibat civil, source de mœurs dissolues. L'esprit libéral et critique qui inspira cet ouvrage déplut fortement à Louis XIV. L'auteur en est qualifié par Bourgeois et André de précurseur de Vauban et de l'abbé de Saint-Pierre. Il est généralement admis que cet écrit valut à Hay du Chastelet quinze jours d'emprisonnement à la Bastille. Traité réimprimé sous le titre de "Mémoires politique d'Armand du Plessis, cardinal de Richelieu", Cologne, 1689 ; le même livre, Avec quelques réflexions sur ce Traité par le Sr. Ormegregny (masque de P. du Moulin fils, selon Baillet), Cologne (Amsterdam), Pierre Marteau, 1677 ; réimprimé sous le titre de Troisième volume du Testament politique du Cardinal de Richelieu, Amsterdam (Lyon), 1689.

Maurice Vignes, professeur de sciences économiques à la Faculté de Dijon (lettre du 8 août 1903) suppose que les Observations sur la vie et la mort du maréchal d'Ornano, parues en 1643, doivent être attribuées à Paul Hay père, mort en 1636, parce que Paul Hay fils dit, dans la préface de son Du Guesclin (1666), que cet ouvrage est son coup d'essai. L'abbé Angot souligne que dans ce cas, il faut encore supposer que le Traité de l'éducation de Mgr le Dauphin paru en 1654, est aussi l'œuvre du père. M. Vignes ajoute que Paul Hay fils eut un frère, d'après une note inscrite par d'Hozier sur son exemplaire de l'Histoire de Du Guesclin, et par cette autre raison, que le privilège de cette histoire est au nom de Paul Hay, chevalier, tandis que le Traité de la politique civile est accordé à Monsieur P. H., marquis de C..